# ザンヤルマの剣士
『ザンヤルマの剣士』（ザンヤルマのけんし）は、麻生俊平による日本のライトノベル。イラストは弘司が担当している。富士見ファンタジア文庫（富士見書房）より1993年3月から1997年12月まで刊行された。

## あらすじ
舞台は20世紀末の日本。裏次郎と名乗る謎の中年男性から波型の鞘に収められた短剣を受け取った主人公。その日から主人公の周りで不可思議な事件が頻発する。

## 登場人物
矢神遼（やがみ りょう）
本作の主人公。ごく普通の高校生だったが、裏次郎からザンヤルマの剣を渡され、古代文明イェマドの「遺産」をめぐる暗闘・事件に巻き込まれる。内向的だが意志は強い。遺産に振り回される人間が巻き起こす事件に対処し、過分な力によって人々が傷ついていくことを防ごうとするが、その過程で良くも悪くも人間の内面を見せつけられていく。
朝霞万里絵（あさか まりえ）
遼の幼馴染であり従妹。世話焼きで大人びた冷静な性格をしている。帰国子女でサバイバルスクールで学んだ技術を身につけている。「遺産」は持たないが、遼の活動を間近で支えるパートナーになる。
裏次郎（うらじろう）
経歴不明の謎の人物。黒服と無骨な彫像めいた容貌が印象的。正体は古代文明イェマドの生き残りの一人である歴史学者で、今世の文明がイェマドの段階に到達しようとしないことに業を煮やして、人々に「遺産」を提供し破滅する様を観察して楽しんでいる。イェマド滅亡の原因となった遺産「ザンヤルマの剣」の継承者である遼を見出したことで、ザンヤルマを再現しイェマド滅亡の秘密を解き明かそうとしている。イェマド人としての本名はカロ=ウラージェロで、裏次郎のほかカーロフ=ウラジェロスキーなど様々な名を名乗っている。
江間水緒美（えま みおみ）
近隣で骨董品店を経営する美女。裏次郎と同じくイェマドの生き残りの一人だが、今世の人々に「遺産」を広める裏次郎には否定的で、遺産が引き起こす事件に対処する遼へ力を貸す。
氷澄丈太郎（いずみ じょうたろう）
遼と万里絵が在籍する高校で歴史を担当する非常勤講師。端正にして冷ややかな表情と言動。裏次郎・水緒美と同じくイェマド人だが、正確にはイェマド滅亡後の生まれ。裏次郎と敵対しており、遺産を渡された人間から遺産を回収・破壊している。剣を手に入れた遼に対しても、当初は強圧的に回収しようとしたが、後に違う立場ながら目的を同じくする同志になる。
神田川明（かんだがわ あきら）
遼の同級生。妹が「遺産」の絡む事件に巻き込まれたことを切っ掛けに、常識外の存在とそれに遼が関与していることを知り、一般人の立場から協力するようになる。
佐波木敬（さわき けい）
もう一人の「ザンヤルマの剣士」。裏次郎にとっては想定外の存在。ミッション系の学校に通っているが、信仰心は無い。知的障害者の妹がいる。偶然手に入れた剣が「世界を終わらせるもの」であることを悟り、具体的な終わらせ方を調べている。遼に対してザンヤルマの剣士としての自覚を促す。

## 用語
イェマド
現在の文明が発生する前に滅亡した古代文明。活動の拠点が主に地球外だったため、その痕跡は地上にほとんど残されていない。裏次郎は「イェマド」を特定の文明の名ではなく、あらゆる文明が到達する最終段階のことであるとしている。
イェマドの遺産
イェマド人が使用していた道具の総称。現代の文明レベルを遥かに凌ぐ性能を持つが、完全オーダーメイドであり、所有者として生体情報を登録された者以外は機能を一切利用できない。
遺産管理人
イェマド滅亡後に残された遺産を保管し管理する者、すなわち裏次郎のこと。裏次郎は遺産の多くを月面で管理している。パイロット版（『放課後の剣士』収録）では「遺産継承者」と書かれていたが、本編開始時に変更された。
継承者
遺産の本来の所有者と偶然に生体情報が酷似している人間。本来の所有者がいない現代において、唯一その遺産を使用することができる。裏次郎は継承者を見つけては、その人間に遺産を提供している。
守護神
遺産の一種。所有者の身体の恒常性を保つ、すなわち毒や病原体などの異物を排除し、怪我も短時間で治癒し、事実上の不老不死を実現する。高性能のものであれば、低下した視力を回復させるなどの効果もある。
ザンヤルマ
イェマドで主流だった宗教の経典に記されている、世界の終末を表す言葉。現代の言葉に訳すなら「ハルマゲドン」。ザンヤルマの時、すべての人間は「ザンヤルマの剣士」によって裁きを受けるとされている。
ザンヤルマの剣
イェマドの滅亡を引き起こした遺産。機能停止状態では刀身が緩やかに波打った短剣で、その形状故に鞘を抜くことができない。しかし所有者（継承者）が鞘を抜く動作をすると、輝く刃を持つ直刀になる。製作者によって「ザンヤルマの剣」と名付けられており、今世の人間が勝手に名付けた物以外で固有名詞を持つ遺産はこれのみであるとされる。
矢神遼が継承したものと佐波木敬が継承したものの2振が存在するが、この2振は微妙に機能が異なっている。

## 影響
現代ファンタジーが盛り上がる前に書かれた作品ながら、青少年の内面を深く書き込み、また社会問題にメスを入れることによって高く評価され、後の現代ファンタジーの隆盛に大きな影響を与えたと文芸評論家の榎本秋が述べている。
小説家の乙一が、本作の大ファンであることを公言している。

## 既刊一覧
|        | タイトル                                    | 発売日         | ISBN          |
| ------ | ------------------------------------------- | -------------- | ------------- |
| 1      | ザンヤルマの剣士                            | 1993年3月12日  | 4-8291-2485-7 |
| 2      | ノーブルグレイの幻影 ザンヤルマの剣士       | 1994年2月9日   | 4-8291-2548-9 |
| 3      | オーキスの救世主 ザンヤルマの剣士           | 1994年8月8日   | 4-8291-2583-7 |
| 4      | フェニックスの微笑 ザンヤルマの剣士         | 1995年2月10日  | 4-8291-2611-6 |
| 5      | フェアリースノウの狩人 ザンヤルマの剣士     | 1995年6月20日  | 4-8291-2631-0 |
| 短編集 | 放課後の剣士 ザンヤルマの剣士イレギュラーズ | 1995年9月20日  | 4-8291-2647-7 |
| 6      | イリーガルの孤影 ザンヤルマの剣士           | 1996年2月23日  | 4-8291-2672-8 |
| 7      | モノクロームの残映 ザンヤルマの剣士         | 1997年1月24日  | 4-8291-2706-6 |
| 8      | ファイナルの密使 ザンヤルマの剣士           | 1997年8月20日  | 4-8291-2764-3 |
| 9      | イェマドの後継者 ザンヤルマの剣士           | 1997年12月16日 | 4-8291-2787-2 |

短編集 初出
| ザンヤルマの剣士（パイロット版） | 月刊ドラゴンマガジン1992年8月号 |
| 闇への招待者                     | 〃 1992年12月号                 |
| あざやかな記憶                   | 〃 1993年10月号                 |
| 行くあてのない子守り歌           | 書き下ろし                      |
| 封じられた刻を求めて             | 書き下ろし                      |
| それでも、いつか……               | 書き下ろし                      |